# Григорий VIII (папа)
Папа Григорий VIII (на латински: Gregorius.PP.VIII), роден Алберто ди Мора (на италиански: Alberto di Morra), е италиански благородник, монах избран за папа в 1187 г., чийто понификат продължава едва 57 дни. Той е 173-тия папа в Традиционното броене.